# シャナイ＝ティンピシュカ川
座標: 南緯8度48分46秒 西経74度44分25秒 / 南緯8.812778度 西経74.740278度
シャナイ＝ティンピシュカ川（スペイン語: Río Shanay-timpishka）はペルーワヌコ県プエルトインカ郡にある河川である。この川の延長は約6.4kmで、川の温度は摂氏94度に達する。
水源のマヤントゥヤクは、口承では強力な精霊の住処であり、現地の強力な力を持ったシャーマンしか近寄れない場所である。この名前の意味は、現地の言葉で慈悲深いジャングルの精霊マヤントゥの水（ヤク）から来ている。
水温は最初の流れは冷たく、途中から高温となり、約27度から最高94度まで変化する。熱源は、純粋に地熱で温められた水が冷める時間を置かずに湧き出ているためである 。